# 暗光尺蛾
暗光尺蛾（学名：Triphosa praesumtiosa）为尺蛾科光尺蛾屬下的一个种。